# Laureano Ruiz
Laureano Ruiz Quevedo (Escobedo de Villafufre, Cantabria, España, 21 de octubre de 1937) es un exfutbolista y entrenador español, siendo el FC Barcelona el club más importante al que dirigió, en 1976.

## Trayectoria
Como jugador actuó en el Racing de Santander y en la Gimnástica de Torrelavega, retirándose a los 28 años para pasar a ser entrenador profesional. Ya a los 15 años tuvo su primera experiencia como entrenador, combinándola en algunas ocasiones con la de jugador mientras estuvo en activo.
Su debut como entrenador profesional data de la temporada 1967-68, dirigiendo a la Gimnástica en Segunda División, y finalizando con el descenso de categoría. Posteriormente trabajó en las categorías inferiores del FC Barcelona en los años setenta, y posteriormente en los ochenta.
Llegó al primer equipo del Barcelona en lugar de Hennes Weisweiler, gracias a su conocimiento del club barcelonista, ya que era un hombre de la casa. En la última jornada de liga arrebató al At. de Madrid la segunda plaza, haciéndose con el subcampeonato de liga. Tras él volvió al club Rinus Michels. En 1976-77 dirigió al Barcelona At., filial blaugrana en Segunda División, con el que descendió. En 1978-79 dirigió al Celta de Vigo en Primera, descendiendo a Segunda. En 1979-80 clasificó al Racing de Santander en la decimosexta posición de Segunda División.
Después de su experiencia con clubs profesionales destacó su tarea en el fútbol base del Consell de l'Esport de la Generalidad de Cataluña hasta 1987. Entonces recibió una oferta del Ayuntamiento de Santander para encargarse de la Escuela Municipal de Fútbol de Santander. De ahí surgieron, descubiertos por él: Iván de la Peña, Iván Helguera, Pedro Munitis, Edu Bedia o Luis Helguera. En 2011, dejó la Escuela, momento en el cual le toma el relevo José Emilio Amavisca.
Es un entrenador especializado en la formación de los futbolistas jóvenes, habiendo publicado varios artículos al respecto en diarios como El Diario Montañés, El País, As y Mundo Deportivo y varios libros, traducidos al inglés y chino.